# 潇浦镇
潇浦镇，是中华人民共和国湖南省永州市江永县下辖的一个乡镇级行政单位。2015年11月12日，撤销黄甲岭乡，将原黄甲岭乡的瓦屋下、马河、大漠头3个建制村划归潇浦镇管辖。

## 行政区划
潇浦镇下辖以下地区：
四方井社区、凤凰社区、麒麟社区、永新社区、塘背村、白塔脚村、红岩村、新书房村、江丰村、消江村、陈家街村、三元宫村、唐家村、何家村、白水村、江河村、塔山村、五爱村、玉岭村、红山村和综合场村。